# Estanco del Carmen
Estanco del Carmen är en ort i Mexiko.   Den ligger i kommunen Zaragoza och delstaten San Luis Potosí, i den centrala delen av landet, 300 km nordväst om huvudstaden Mexico City. Estanco del Carmen ligger 2 014 meter över havet och antalet invånare är 133.
Terrängen runt Estanco del Carmen är kuperad. Runt Estanco del Carmen är det glesbefolkat, med 20 invånare per kvadratkilometer. Närmaste större samhälle är Zaragoza, 13,2 km nordväst om Estanco del Carmen. I omgivningarna runt Estanco del Carmen växer huvudsakligen savannskog.